# Jules Mercier (musique)
Pour les articles homonymes, voir Jules Mercier (homonymie) et Mercier.
Jules Mercier, né le 23 août 1819 à Dijon et mort le 5 mars 1868 dans la même ville, est un musicien français du XIXe siècle. Violoniste et chef d'orchestre de  la société philharmonique de Dijon, il a participé activement à la vie artistique de sa ville natale et composé des pièces mineures comme des chansons ou des fantaisies adaptées de grands opéras.

## Biographie
Jules Mercier est né le 23 août 1819 à Dijon. Très jeune (à quatre ans) il est formé au violon par son père puis par un professeur dijonnais. À dix-sept ans il entre au Conservatoire de Paris mais une grave maladie l'oblige à y renoncer l'année suivante et il regagne Dijon.
Instrumentiste qualifié, il forme des élèves comme Léon Gastinel. Malgré sa santé fragile, il devient une figure de la musique dans sa ville en fondant la  société philharmonique de Dijon dont il est le chef d'orchestre et en participant à de nombreux concerts en particulier en duo avec le pianiste Charles Poisot, en Bourgogne et en Franche-Comté, et bien au-delà jusqu'en Allemagne. C'est lors de sa tournée là-bas à Francfort-sur-le-Main en 1868 que son état de santé s'aggrave.
Il meurt à Dijon le 5 mars 1868 à 49 ans et la communauté musicienne de la ville lui fait des obsèques magnifiques dans la cathédrale Saint-Bénigne auxquelles participent le violoniste Henri Vieuxtemps et le harpiste Félix Godefroid. Il est enterré au Cimetière des Péjoces.
Il était lié à Franz Liszt et il participa  à la venue du grand pianiste en Bourgogne en 1845 (Liszt était déjà venu dans la ville en 1826 et 1836).
Arthur Pougin termine ainsi son article sur Jules Mercier dans le volume 2 du Supplément à la Biographie universelle des musiciens et bibliographie générale de la musique publié en 1880 : « Jules Mercier avait imprimé à la musique, dans sa ville natale, un mouvement très considérable, et avait fait faire à  l'art qu'il cultivait lui-même avec un vrai talent de grands et réels progrès ».
La ville de Dijon a donné le nom de « Rue Jules Mercier » à la petite rue du centre-ville où il habitait.

## Œuvre
Jules Mercier a laissé quelques compositions musicales mineures (liste sur OCLC WorldCat'Identies). 
On trouve des chansons  sur des poèmes de Charles Giugno (Pastorale, Mariette, Joyeux chanteur…) et des fantaisies adaptées d’œuvres connues pour fanfare ou pour violon (Fantaisie pour leviolon sur La Favorite (opéra de Donizetti), sur Robert le Diable, sur les Huguenots , sur Le Prophète, (opéras de Meyerbeer) ou encore la mise en duo pour piano et violon avec Charles Poisot de Sonates de Beethoven.
Il a composé aussi divers morceaux pour musique militaire (Galop pour fanfare) ou musique de salon (quadrilles, pas redoublés…) et a abordé la musique religieuse avec ses Six prières pour deux violons et un Pie Jesu joué lors de ses obsèques.